# Епархия Магдебурга
Епархия Магдебурга (лат. Dioecesis Magdeburgensis, нем. Bistum Magdeburg) — епархия Римско-католической церкви в составе архиепархии-митрополии Падерборна в Германии. В настоящее время епархией управляет епископ Герхард Файге. Почётный епископ — Леопольд Новак.
Клир епархии включает в себя (по состоянию на 2022 год): 47 священников, 10 диаконов, 60 монахов и монахинь.

## Территория
В юрисдикцию епархии входят 44 прихода в землях Бранденбург, Саксония и Саксония-Анхальт.
Все приходы объединены в 10 деканатов.
Кафедра епископа находится в городе Магдебург в церкви Святого Себастьяна.

## История
Кафедра Магдебурга была основана в 968 году по просьбе императора Оттона I, с целью укрепить проповедь христианства среди западных и восточных славян. Первым епископом, взошедшим на кафедру, был учитель и наставник императора, Адальберт, до этого поставленный епископом на Русь, но изгнанный из Киева местными язычниками. При основании епархии Магдебурга были заимствованны территории у епархий Хальберштадта и Мерзебурга.
В церковную провинцию Магдебурга были включены епархии Хальберштадта, Мерзебурга, Хафельберга, Наумбурга и Мейсена. Ныне все они, за исключением Мейсена (епархия Дрезден-Мейсена), упразднены.
В 1424 году Фридрих I Бранденбургский смог вывести епархию Любуша из церковной провинции Гнезно и ввести её в состав митрополии Магдебурга.
С 1476 года архиепископство находилось в полной зависимости от правителей Бранденбурга и Саксонии.
С 1503 по 1680 год резиденция архиепископа находилась в Галле.
С 1541 года архиепископами Магдебурга стали назначаться представители Бранденбургской династии. Кардинал Альбрехт Бранденбургский (1513—1545) пытался остановить распространение протестантизма в архиепархии, но не смог. Попытки его преемников Йоханна Альбрехта и Фридриха IV противостоять движению Реформации тоже не имели успеха. Большинство каноников капитула присоединились к протестантам.
В 1566 году власть в архиепархии перешла к протестантским апостольским администратором. Во время Тридцатилетней войны кафедру Магдебурга снова занял архиепископ-католик, Леопольд Вильгельм Австрийский, но по Вестфальскому миру (1648) архиепархия вошла в состав княжества Бранденбург-Пруссия.
В том же 1648 году архиепархия была упразднена, а её территория была отдана под юрисдикцию архиепархии Кёльна, а с 1821 года епархии Падерборна (ныне архиепархии).
23 июля 1973 года была основана апостольская администратура Магдебурга, на территории взятой у епархии Падерборна. Это была часть епархии, находившаяся в ГДР.
27 июня 1994 года апостольская администрация была возведена в ранг епархии буллой Cum gaudio et spe Папы Иоанна Павла II.

## Ординарии епархии
- Адальберт (01.10.968 — 21.06.981);
- Гизельмар (Гизельгер) (11.09.981 — 25.01.1004);
- Тагино (04.02.1004 — 09.06.1012);
- Вальтард (15.06.1012 — 12.08.1012);
- Геро (22.09.1012 — 22.10.1023);
- Хунфрид (1023 — 28.02.1051);
- Энгельхард (1052 — 01.09.1063);
- Вернер фон Штойцлинген (1063 — 08.08.1078);
- Хартвиг фон Шпанхайм (07.08.1079 — 17.06.1102);
  - Хартвиг фон Херсфельд (1085—1088);
- Генрих I фон Ассель (1102 — 15.04.1107);
- Адальгод фон Остербург (1107 — 12.06.1119);
- Рудгар фон Фельтхайм (1119 — 19.12.1125);
- Святой Норберт Ксантенский (18.07.1126 — 06.06.1134);
- Конрад I фон Кверфурт (01.07.1134 — 02.05.1142);
- Фридрих I фон Веттин (07.05.1142 — 15.01.1152);
- Викманн фон Зееберг (01.11.1152 — 25.08.1192);
- Лудольф фон Коппенштедт (21.10.1192 — 16.08.1205);
- Альбрехт I фон Кафенбург (25.02.1206 — 15.10.1232);
- Бурхард I фон Вольденберг (20.07.1234 — 08.02.1235);
- Вильбранд фон Казернберг (1235 — 29.03.1254);
- Рудольф фон Динсельштадт (1254—1260);
- Руперт фон Мансфельд (1260 — 19.12.1266);
- Конрад II фон Штернберг (26.12.1266 — 15.01.1277);
- Гюнтер I фон Шварценберг (1277—1279) — избранный епископ;
- Бернхард фон Вёльпе (1279—1282) — избранный епископ;
  - Sede vacante (1282—1283);
- Эрих фон Бранденбург (14.05.1283 — 1295);
- Бурхард II фон Бланкенбург (12.07.1296 — 1305);
- Генрих II фон Анхальт (22.01.1306 — 10.11.1307);
- Бурхард III фон Шраплау (18.03.1308 — 20.09.1325);
- Хайдеке фон Эрффа (1326—1327);
- Отто фон Гессен (02.03.1327 — 30.04.1361);
- Дитрих Кагельвит (18.06.1361 — 16.12.1367) — цистерцианец;
- Альбрехт II фон Штернберг (09.06.1368 — 13.10.1371) — назначен епископом Литомишля;
- Петр Елито (13.10.1371 — 1381) — назначен епископом Оломоуца;
- Людвиг фон Майссен (28.04.1381 — 17.12.1382);
- Фридрих II фон Хойм (23.02.1382 — 09.11.1382);
- Альбрехт III фон Кверфурт (1383 — 12.06.1403);
- Гюнтер II фон Шварцбург (12.10.1403 — 23.03.1445);
- Фридрих III фон Байхлинген (19.04.1445 — 11.11.1464);
- Йоханн фон Пфальц-Зиммерн (20.05.1465 — 13.12.1475);
- Эрнст фон Саксен (08.01.1476 — 03.08.1513);
- Альбрехт IV фон Бранденбург (02.12.1513 — 24.09.1545) — также и архиепископ Майнца;
- Йоханн Альбрехт фон Бранденбург (24.09.1545 — 17.05.1550) — апостольский администратор;
- Фридрих IV фон Бранденбург (1551 — 03.10.1552) — апостольский администратор;
- Сигизмунд фон Бранденбург (1553 — 08.05.1566) — апостольский администратор;
- Иоахим Фридрих фон Бранденбург (1566—1598) — апостольский администратор;
- Кристиан Вильгельм фон Бранденбург (1598—1631) — апостольский администратор;
- Леопольд Вильгельм Австрийский (1631—1638) — апостольский администратор;
- Август фон Саксен-Вайссенфельс (1638—1648) — апостольский администратор;
  - Кафедра упразднена (1648—1973);
- Ганс Георг (Йоханнес) Браун (23.07.1973 — 12.02.1990);
- Леопольд Новак (12.02.1990 — 17.03.2004);
- Герхард Файге (с 23 февраля 2005 года — по настоящее время).

## Статистика
На конец 2004 года из 2 723 000 человек, проживающих на территории епархии, католиками являлись 120 000 человек, что соответствует 4,4 % от общего числа населения епархии.
| год  | население | население | население | священники | священники        | священники         | священники                           | постоянные диаконы | монахи  | монахи  | приходы |
| год  | католики  | всего     | %         | всего      | белое духовенство | черное духовенство | число католиков на одного священника | постоянные диаконы | мужчины | женщины | приходы |
| ---- | --------- | --------- | --------- | ---------- | ----------------- | ------------------ | ------------------------------------ | ------------------ | ------- | ------- | ------- |
| 1980 | 280.200   | 3.801.000 | 7,4       | 278        | 270               | 8                  | 1.007                                | 7                  | 13      | 280     | 225     |
| 1990 | 220.000   | 3.350.000 | 6,6       | 232        | 218               | 14                 | 948                                  | 22                 | 27      | 280     | 220     |
| 1999 | 190.500   | 3.000.000 | 6,3       | 191        | 172               | 19                 | 997                                  | 29                 | 19      | 202     | 201     |
| 2000 | 179.000   | 3.000.000 | 6,0       | 202        | 176               | 26                 | 886                                  | 29                 | 26      | 205     | 189     |
| 2001 | 169.500   | 2.900.000 | 5,8       | 177        | 162               | 15                 | 957                                  | 30                 | 15      | 205     | 187     |
| 2002 | 168.000   | 2.800.000 | 6,0       | 184        | 160               | 24                 | 913                                  | 25                 | 24      | 193     | 186     |
| 2003 | 167.500   | 2.750.000 | 6,1       | 185        | 160               | 25                 | 905                                  | 25                 | 25      | 193     | 181     |
| 2004 | 120.000   | 2.723.000 | 4,4       | 256        | 231               | 25                 | 468                                  | 31                 | 39      | 228     | 186     |